# Bletia punctata
Bletia punctata là một loài thực vật có hoa trong họ Lan. Loài này được Lex. mô tả khoa học đầu tiên năm 1825.